# Cristián Gómez (Fußballspieler, 1978)
Cristián Alejandro Gómez Chandía (* 14. Januar 1978 in Machalí) ist ein ehemaliger chilenischer Fußballspieler und heutiger -trainer. Der Abwehrspieler bestritt ein Länderspiel für die Nationalmannschaft.

## Karriere

### Verein
Cristián Gómez spielte in seiner Karriere bei einigen Vereinen in Chile. Begonnen hatte seine Karriere 1997 bei Coquimbo Unido. Gómez spielte danach durchgehend bis 2009 für Vereine der Primera División. 2010 lief der Verteidiger für Curicó Unido aus der Primera B auf und sammelte 2011 seine einzige Auslandserfahrung als Fußballspieler in Kanada bei Brantford Galaxy. 2012 kehrte er nach Chile zurück und spielte fortan in der Primera B oder der Segunda División in Chile. 2017 beendete Gómez seine aktive Karriere im Trikot von Lota Schwager.

### Nationalmannschaft
Gómez bestritt sein einziges Spiel für die chilenische Nationalmannschaft im November 2001 beim 0:0-Unentschieden im Qualifikationsspiel zur Weltmeisterschaft 2002 gegen Ecuador.

### Trainer
Cristián Gómez begann seine Tätigkeit als Trainer nach seinem Karriereende bei Lota Schwager. Von 2019 bis 2021 war er an der Seitenlinie seines letzten aktiven Vereins in der Tercera A und Tercera B. 2022 war der frühere Nationalspieler als Cheftrainer von República Independiente in der Tercera B tätig.